# Director esportiu

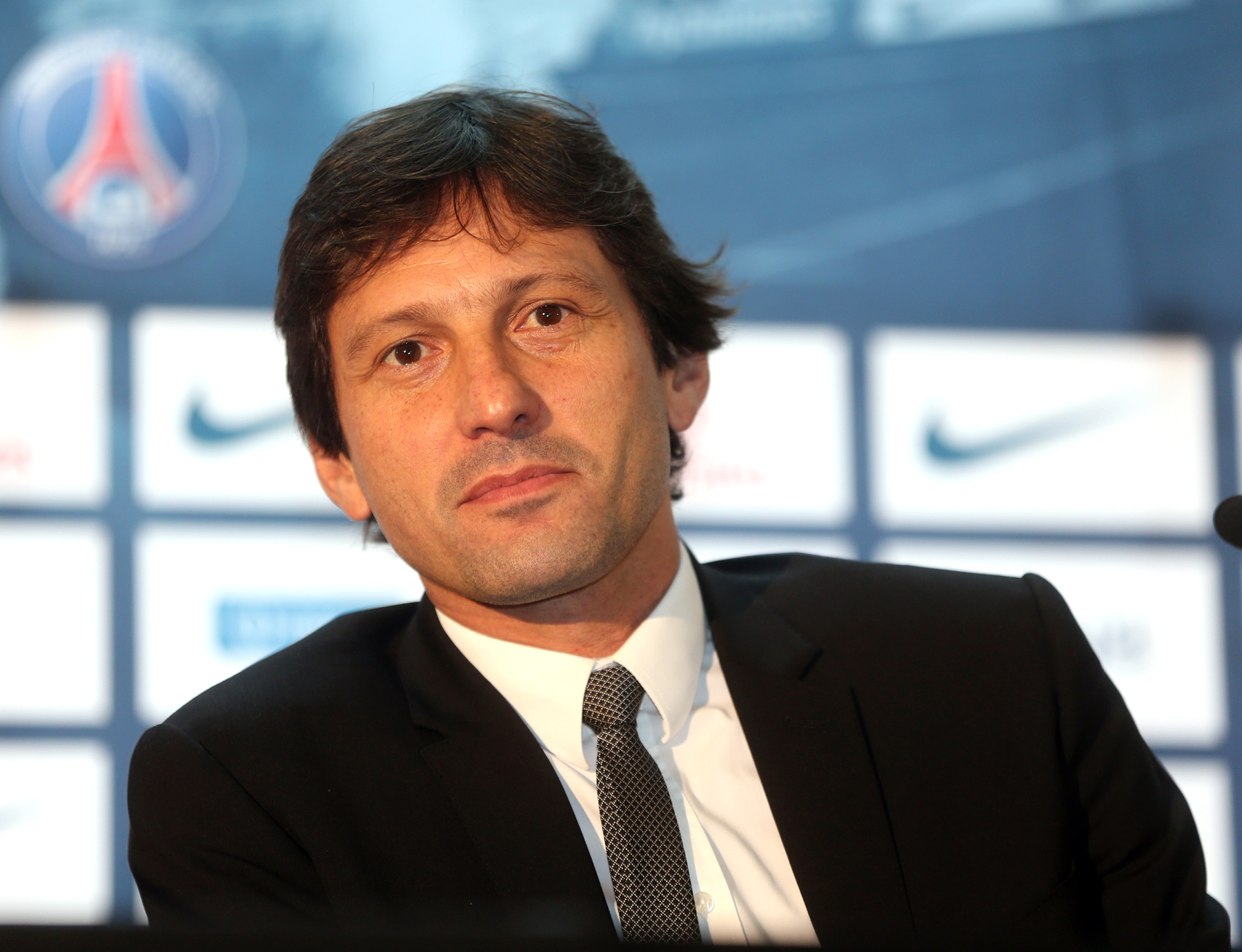
Leonardo, exdirector de futbol del Paris Saint-Germain FC

Director esportiu (al Regne Unit també hom l'anomena manager) és la denominació que rep el càrrec responsable de gestionar el capital humà, és a dir els esportistes i els seus entrenadors, que forma part d'un club esportiu o institució amb equips esportius, com també poden ser un col·legi o una universitat.

## Futbol
La naturalesa exacta del seu paper és sovint confusa i dona lloc a debats als mitjans de comunicació esportius. Dave Bassett va descriure el paper del director esportiu com:
"El director esportiu de futbol és el responsable més proper a la directiva, i a més a més és l'ajudant del president del club. El director esportiu ha de ser una persona amb una experiència contrastada en el futbol i és llavors quan ha d'ajudar els membres de les directives a l'hora d'analitzar la presa de decisions, ja que ells no tenen aquesta experiència."
En teoria això significa que l'entrenador assumeix les tasques relatives al dia a dia del club pel que fa a responsabilitats de l'àrea esportiva com ara: la confecció de l'equip, les decisions tàctiques o l'entrenament. El president mentrestant s'encarrega del pressupost, assigna el capital necessari per a traspassos, contractes i altres afers del club.
El director esportiu està implicat sovint en la selecció de l'entrenador, de manera que l'entrenador sàpiga que té ple suport en els seus subordinats. El director esportiu disposa de scouts, el pressupost assignat i el planter, cosa qu permet l'entrenador centrar-se en el primer equip equip. Sovint el director esportiu no s'endinsa en les decisions de l'entrenador, limitant-se a donar la seva opinió. La major part de directors de futbol són exentrenadors, assignant-los un rol tipus "sènior" al club per part de la directiva. Encara que en els darrers anys s'estan imposant els directors tècnics que han estat jugadors professionals fins fa poc i salten als despatxos un cop s'han retirat de l'esport, sense ni tan sols haver arribat mai a ser entrenadors.
El director esportiu de futbol de vegades és comparat amb un general manager en una organització professional esportiva nord-americana.
Normalment, s'identifica el director esportiu com la persona encarregada de gestionar els recursos humans, és a dir, els entrenadors i esportistes que formen part de la institució. Però les seves funcions comprenen molt més.
No és només lencarregat destablir contactes amb esportistes i equips en període de fitxatges. El director o mànager esportiu és la figura capacitada per liderar la gestió vertical de qualsevol entitat o club esportiu: des de les finances i contractes de publicitat o laborals fins a la gestió de recursos econòmics i humans.

## Funcions d'un director esportiu
La funció fonamental del director esportiu és la de coordinar i dirigir tant els recursos humans com els materials que siguin necessaris per dur a terme lactivitat física o l'esport de l'entitat, club o associació.
És el responsable de la presa de decisions pel que fa a l'àrea esportiva, és a dir, les decisions vitals per al funcionament de qualsevol club esportiu professional. Les principals funcions que exerceix el director esportiu són:
- Coordinació del personal en l'entorn de l'activitat física : coordina l'equip, els esportistes i els tècnics i pren les decisions operatives sobre l'exercici de l'activitat esportiva.
- Control dels recursos necessaris per a l'exercici de l'activitat física : s'encarrega de controlar i administrar els recursos de què disposa a la seva parcel·la de treball.
- Planificació, direcció i supervisió de l'activitat física i esportiva : s'ocupa de la programació de les diferents activitats, entrenaments i competicions, i de la direcció, control i supervisió dels diferents esdeveniments físics i esportius en què participi l'entitat o els esportistes representats.
- Avaluació de l'activitat física o esport realitzat : és el responsable d'informar sobre l'exercici i el rendiment dels diferents esportistes perquè l'entitat pugui prendre decisions sobre això.